# Puttershoek
Puttershoek is een dorp en voormalige gemeente aan de Oude Maas, in de gemeente Hoeksche Waard op het gelijknamige eiland, in de Nederlandse provincie Zuid-Holland. Het dorp telt 7.260 inwoners (peildatum 1 januari 2023). 

## Geschiedenis

### Vroege geschiedenis
Al vóór de Sint-Elisabethsvloed van 1421 lag op de plaats van het huidige Puttershoek een dorpje, Hoecke geheten. Deze naam was waarschijnlijk afgeleid van de vrij scherpe bocht ("de hoek") die de dijk rond de Groote of Hollandsche Waard hier maakte. Na de Sint-Elisabethsvloed kwam het land in de handen van de heren van Putten, die het in leen gaven aan een ambachtsheer.

### Na de Sint-Elisabethsvloed
Tot in de 19e eeuw was Puttershoek een klein en afgelegen dorp, waar de voornaamste bron van inkomsten het biezensnijden was. In 1912 werd echter een grote suikerfabriek in het dorp gebouwd, waardoor door het dorp iedere herfst een kenmerkende zoete geur dreef. Deze geur was afkomstig uit de pulpdrogerij en was bij krachtige wind tot op vele tientallen kilometers te ruiken. Vanwege het seizoenswerk van de suikerfabriek kwamen ook arbeiders uit Noord-Brabant en Zeeland naar Puttershoek. 
Het behoudend Nederlands Hervormde dorp kreeg door de komst van de Brabanders voor het eerst sinds het begin van de Tachtigjarige Oorlog, toen onder leiding van Lumey de Geuzen na de inname van Den Briel ook een einde aan het katholicisme in de Hoeksche Waard maakten, weer een kleine katholieke gemeenschap. Deze katholieke arbeiders woonden tijdens de bietencampagne op het terrein van de Suikerfabriek en mochten jarenlang hun mis houden in een stenen werkplaats op het fabrieksterrein. Nadat een toenemend aantal Noord-Brabantse arbeidersgezinnen in Puttershoek en omgeving was komen wonen, werd in de jaren 1960 een stenen kerk elders in het dorp gebouwd, een van de twee katholieke kerken die de Hoeksche Waard rijk is. 
Eind 2004 is de suikerfabriek gesloten. De suikerproductie is overgeplaatst naar de fabrieken in Hoogkerk bij Groningen en Dinteloord.

### Tweede Wereldoorlog
In april 1940, aan het begin van de Tweede Wereldoorlog, werd het hoofdkwartier van de zogenoemde Groep Kil, een Nederlandse legereenheid ter grootte van een brigade, in Puttershoek gevestigd. Groepscommandant reservekolonel Van Andel en zijn chef-staf kapitein Michael Rudolph Hendrik Calmeyer – de latere staatssecretaris van Defensie – commandeerden de Groep Kil. Deze eenheid was verantwoordelijk voor de verdediging van het zuidfront Vesting Holland in de Hoeksche Waard en het Eiland van Dordrecht, waaronder de verdediging van de Moerdijkbruggen viel. Ruim vier dagen hield de Groep Kil ondanks vele tegenslagen die verdediging vol, tot de groep zich 13 mei 1940 naar het westen terugtrok.

### De Watersnoodramp
Na de watersnood van 1953 werden vrijwel alle huizen op het direct aan de Oude Maas gelegen Weverseinde afgebroken, omdat die dijk op deltahoogte gebracht moest kunnen worden. Alleen de 16e-eeuwse haven (de kleinste open haven van Nederland), het Schouteneinde en het stukje oude dorpskern rond de Arent van Lierstraat/Kerkstoep zijn bewaard gebleven. Hier staan onder andere het oude gemeentehuis van Puttershoek, waarop het wapen (drie zwarte Franse lelies op een schild van zilver) nog te zien is, en het oude postkantoor "Springende Peert" (met trapgevel en gevelsteen), dat herinnert aan de tijd dat Puttershoek een pleisterplaats was op de postweg van Rotterdam naar Antwerpen. Andere bekende bezienswaardigheden zijn korenmolen De Lelie aan de Molendijk en de oude dokterswoning op Schouteneinde 28.

## Galerij

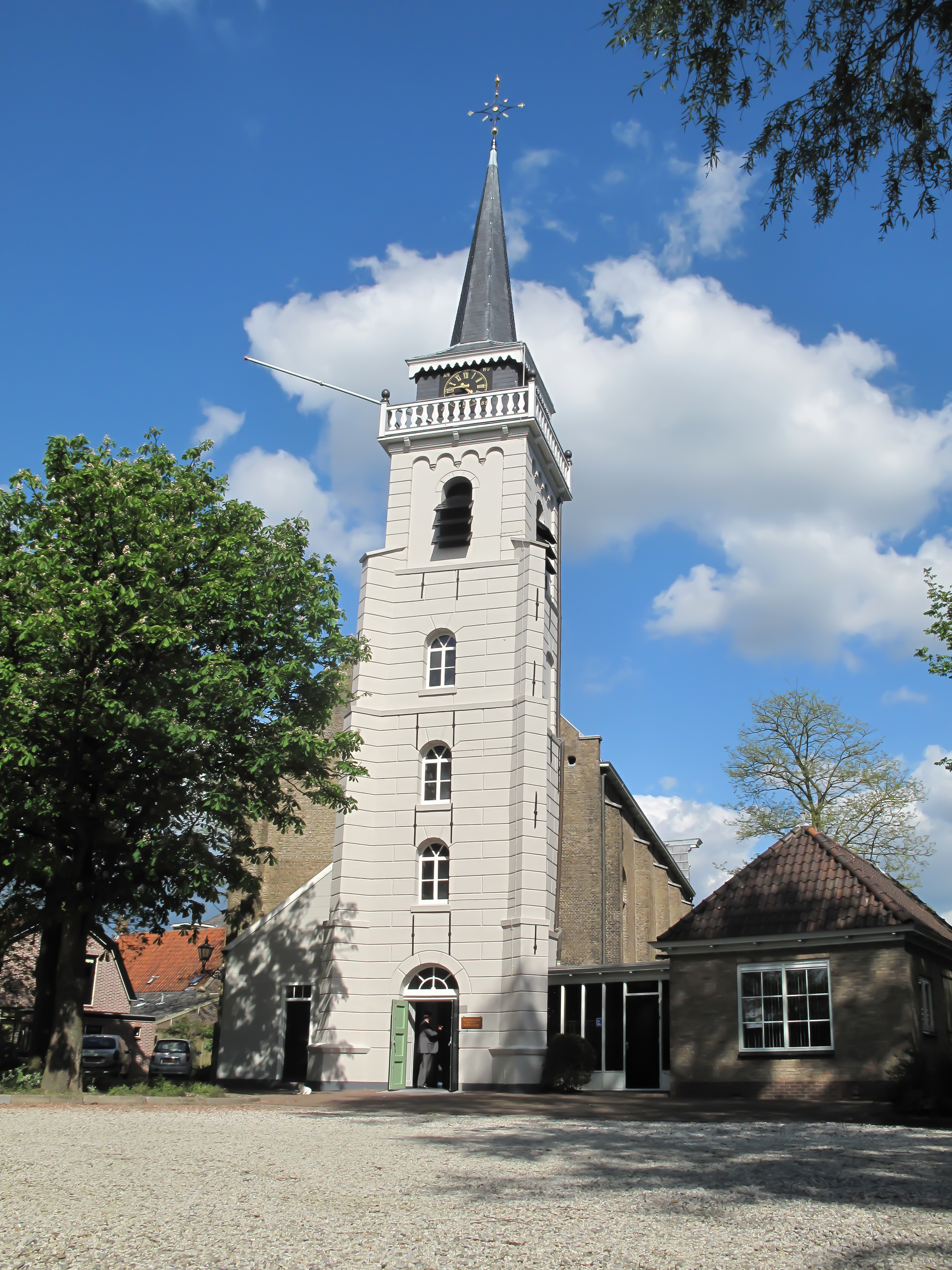
Nederlands-hervormde Kerk
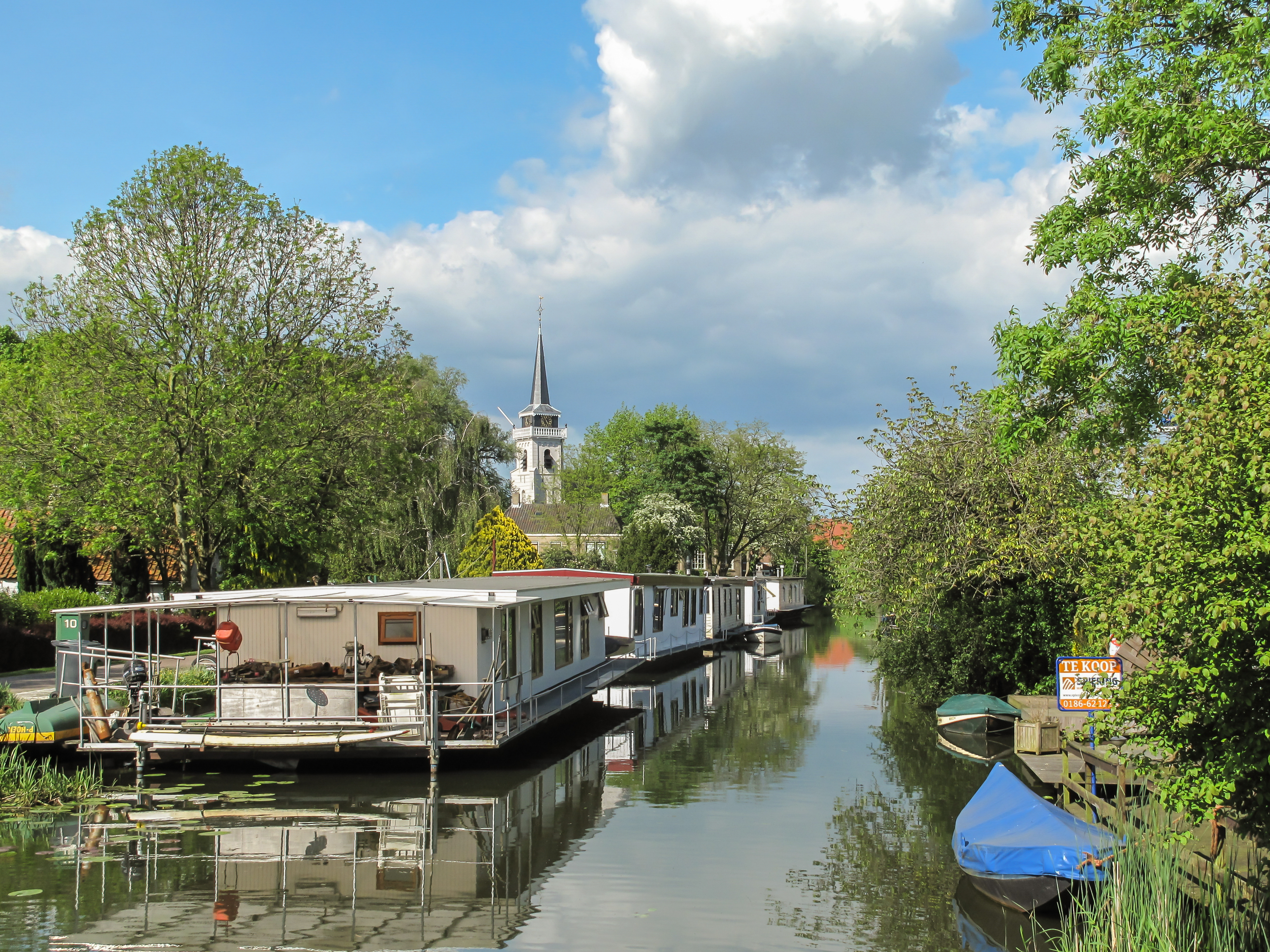
Vliet met kerk
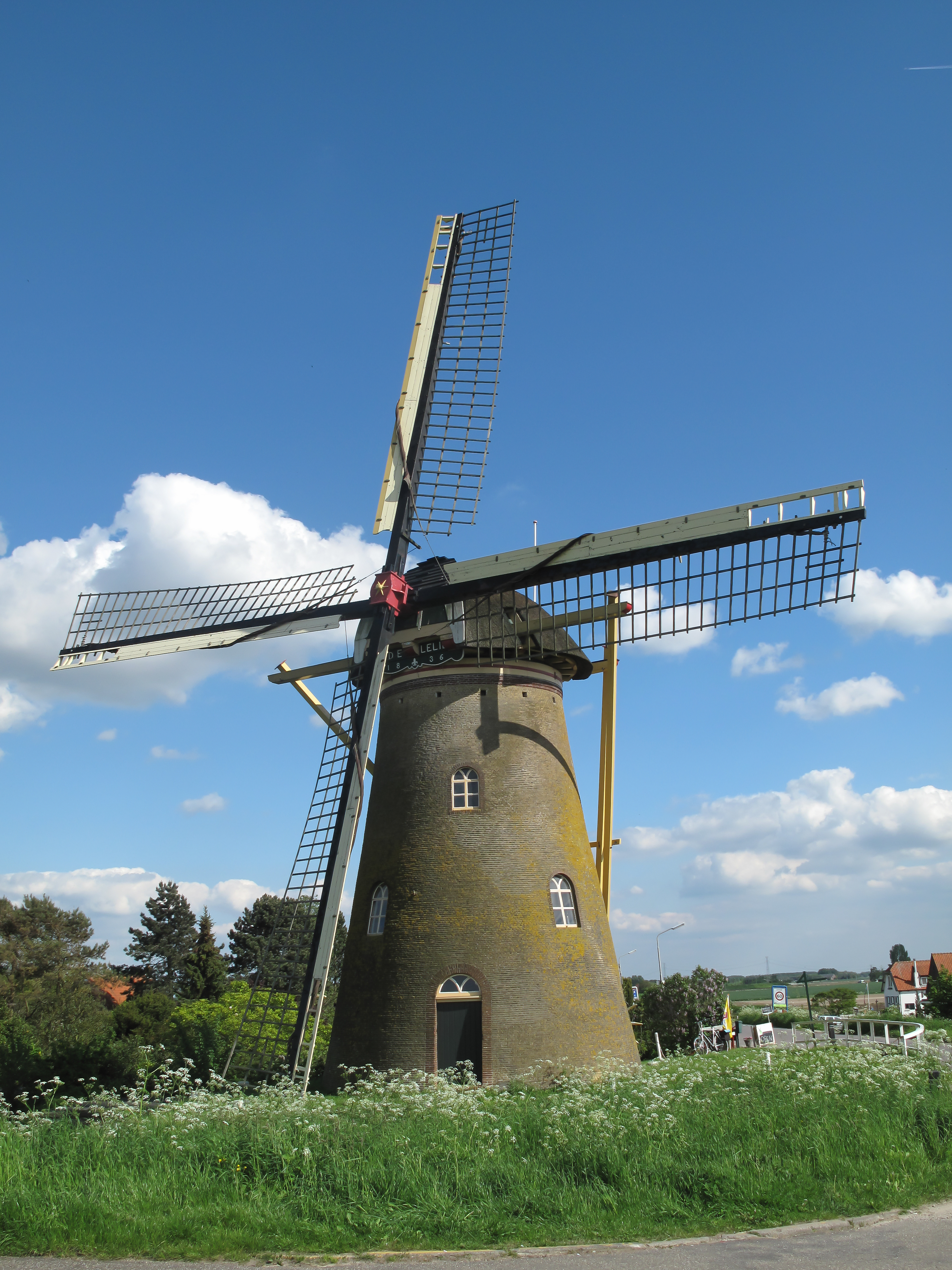
Korenmolen De Lelie
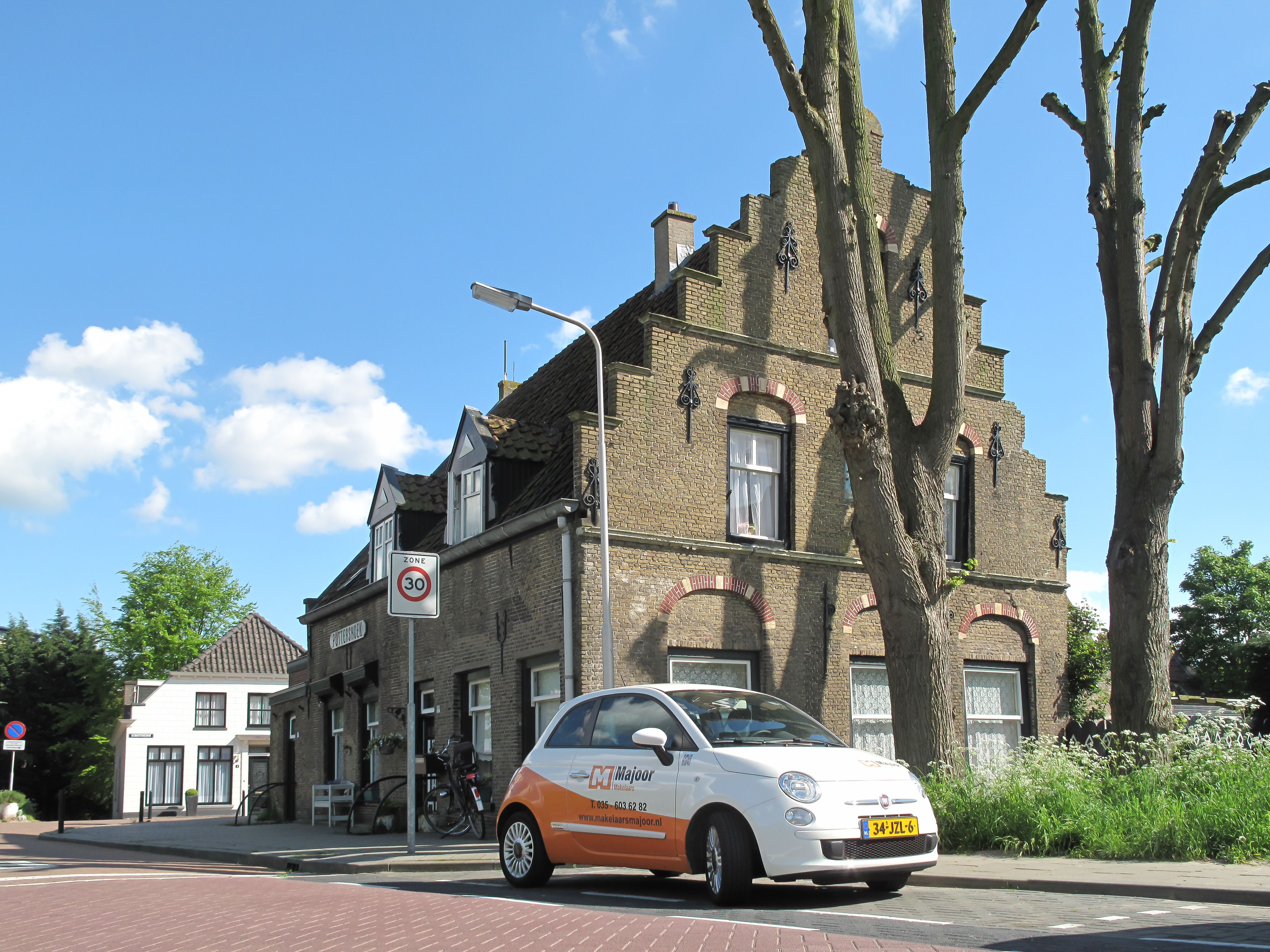
Springende Peert
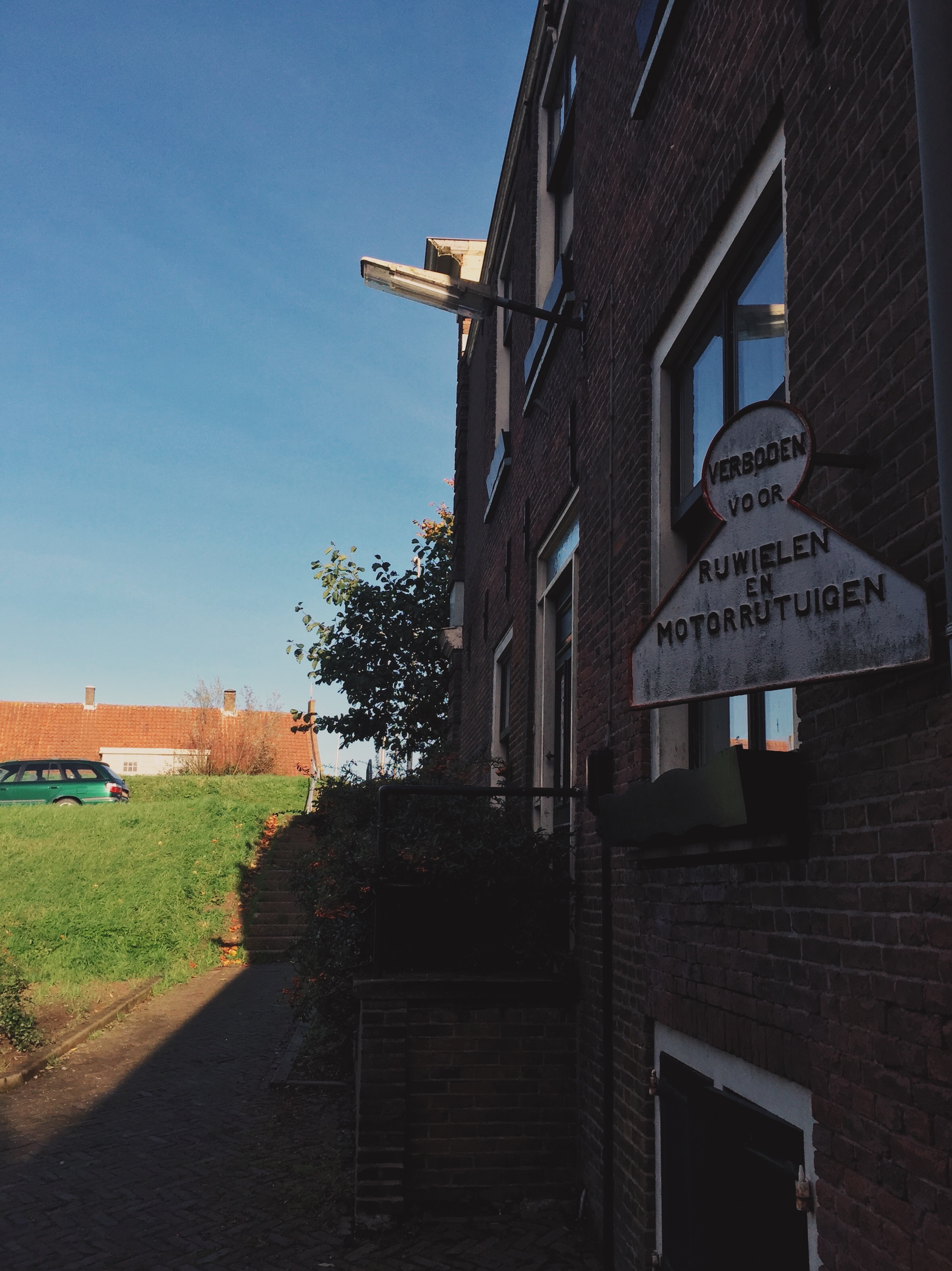
De Kerkstoep
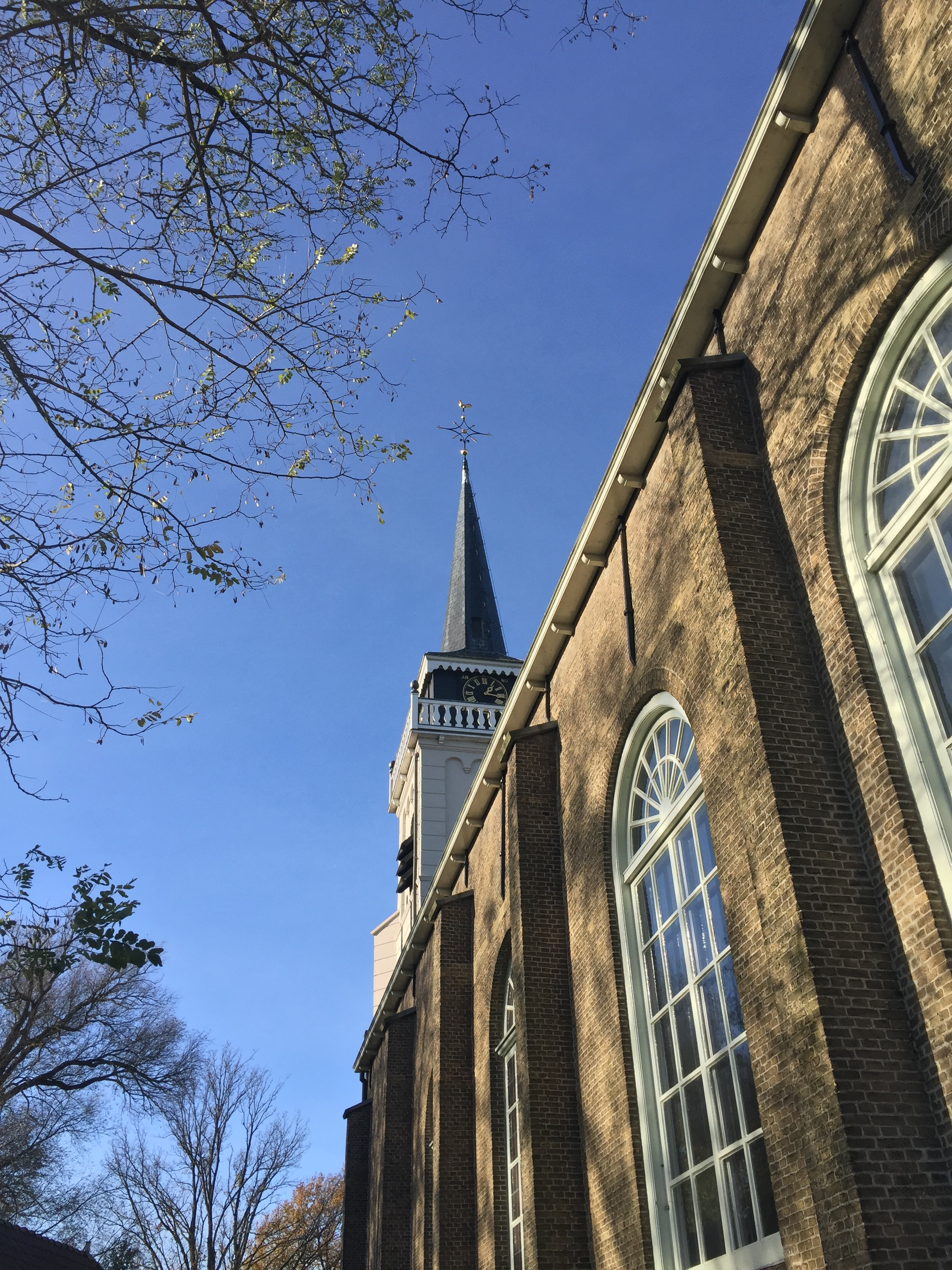
De Ned. Herv. Kerk aan de Kerkstoep
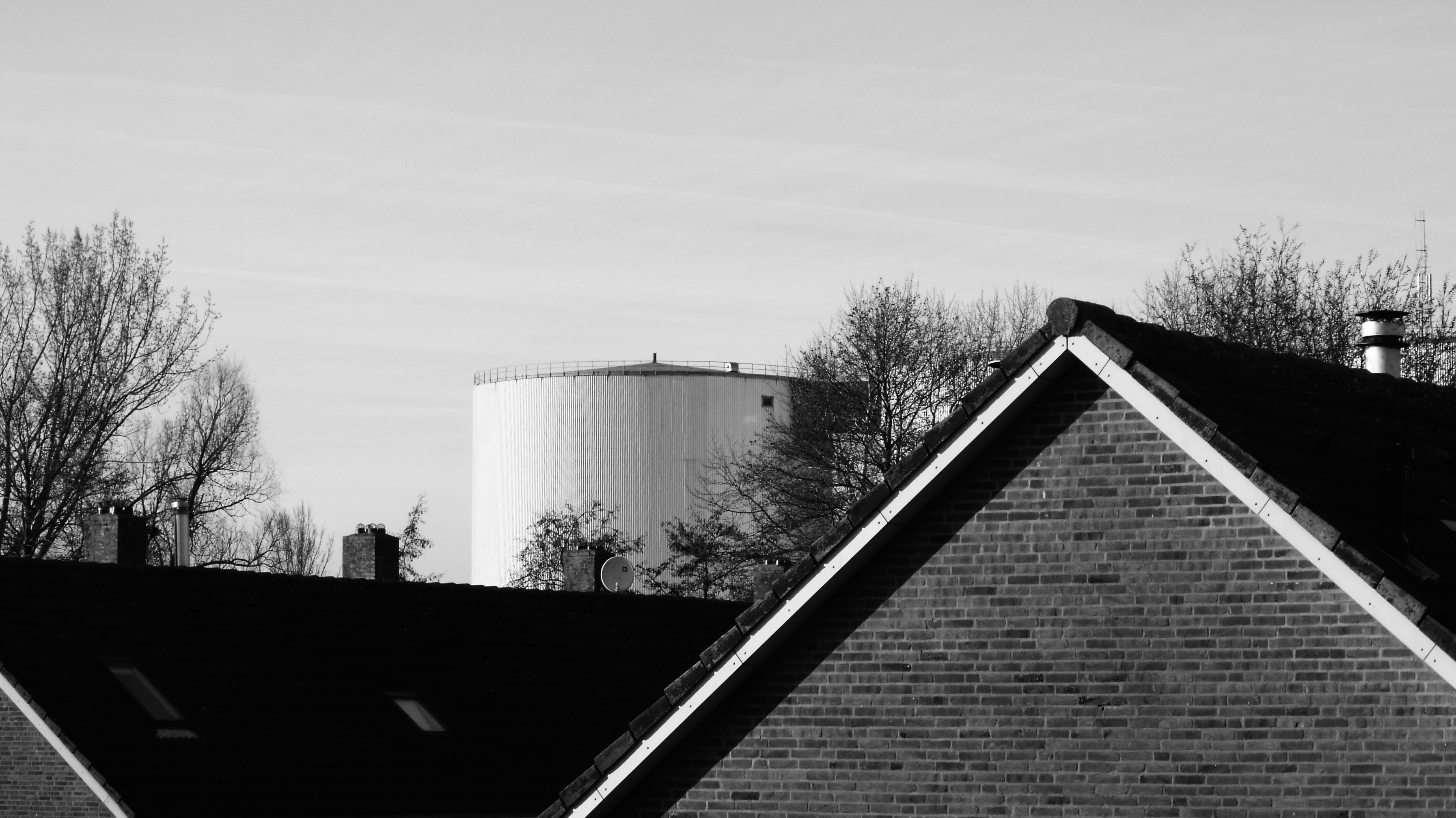
Het uitzicht op de Suiker Unie uit de Hazelaarstraat
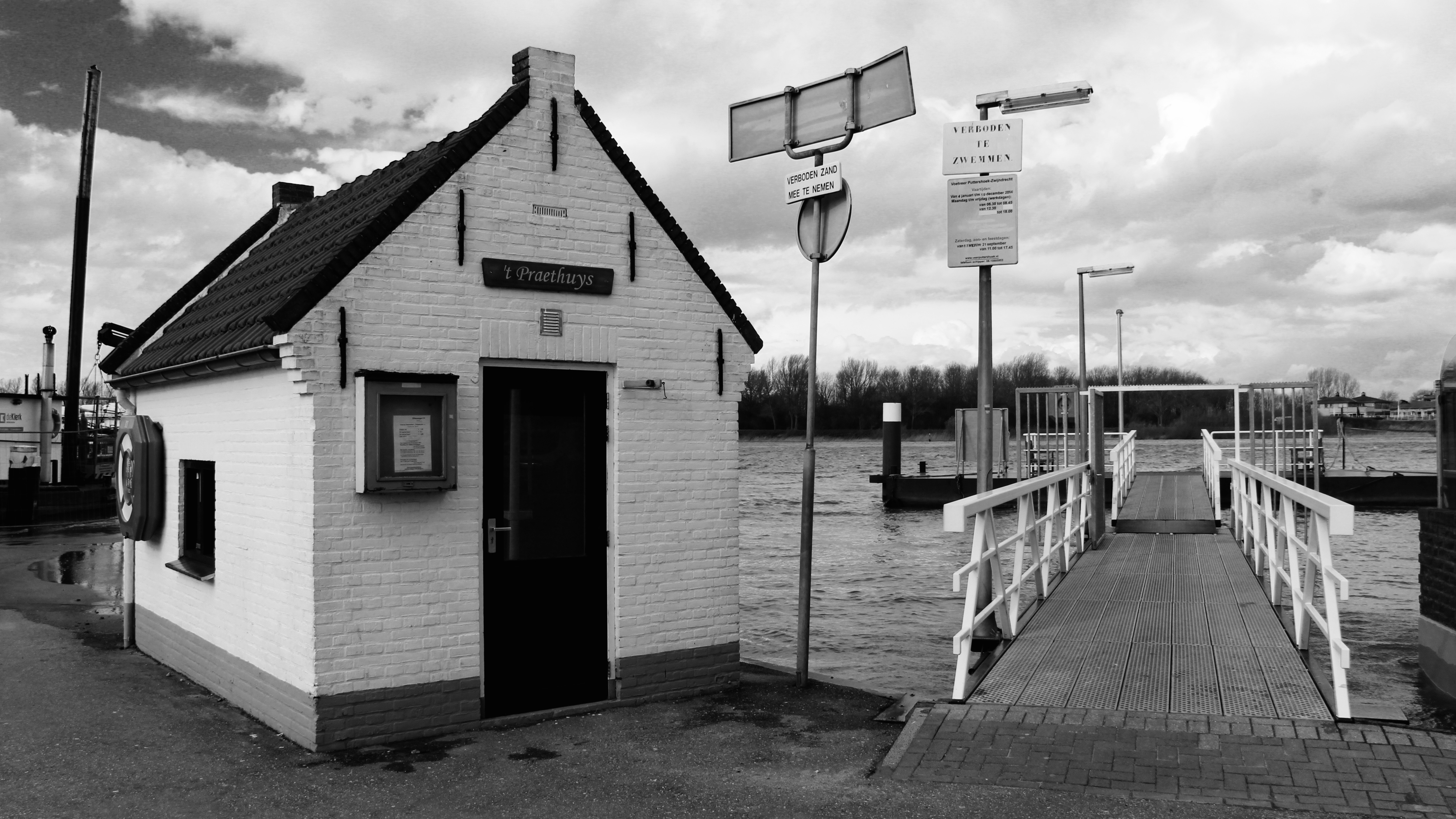
't Praethuys
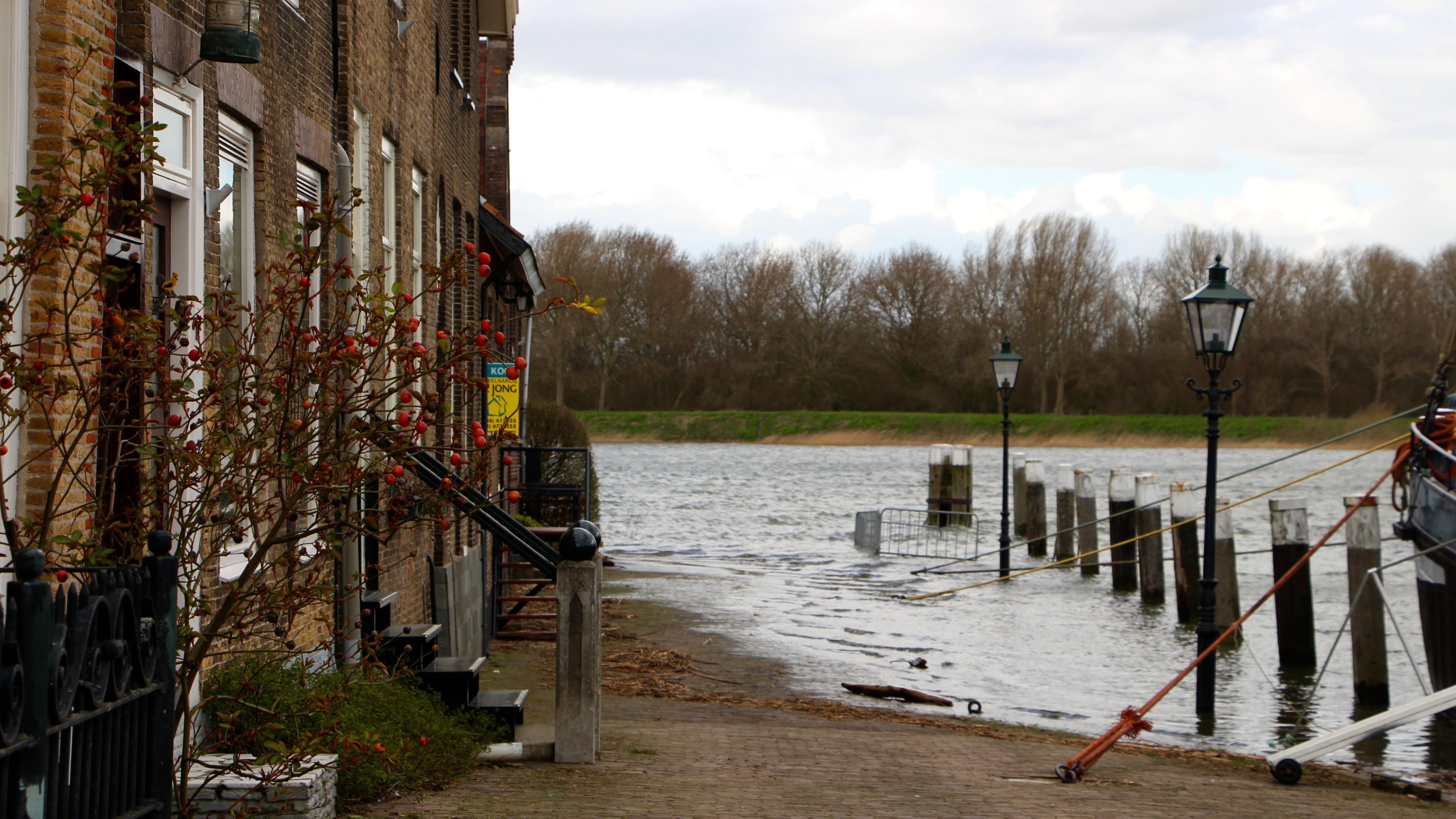
De Westhavenzijde ondergelopen tijdens storm
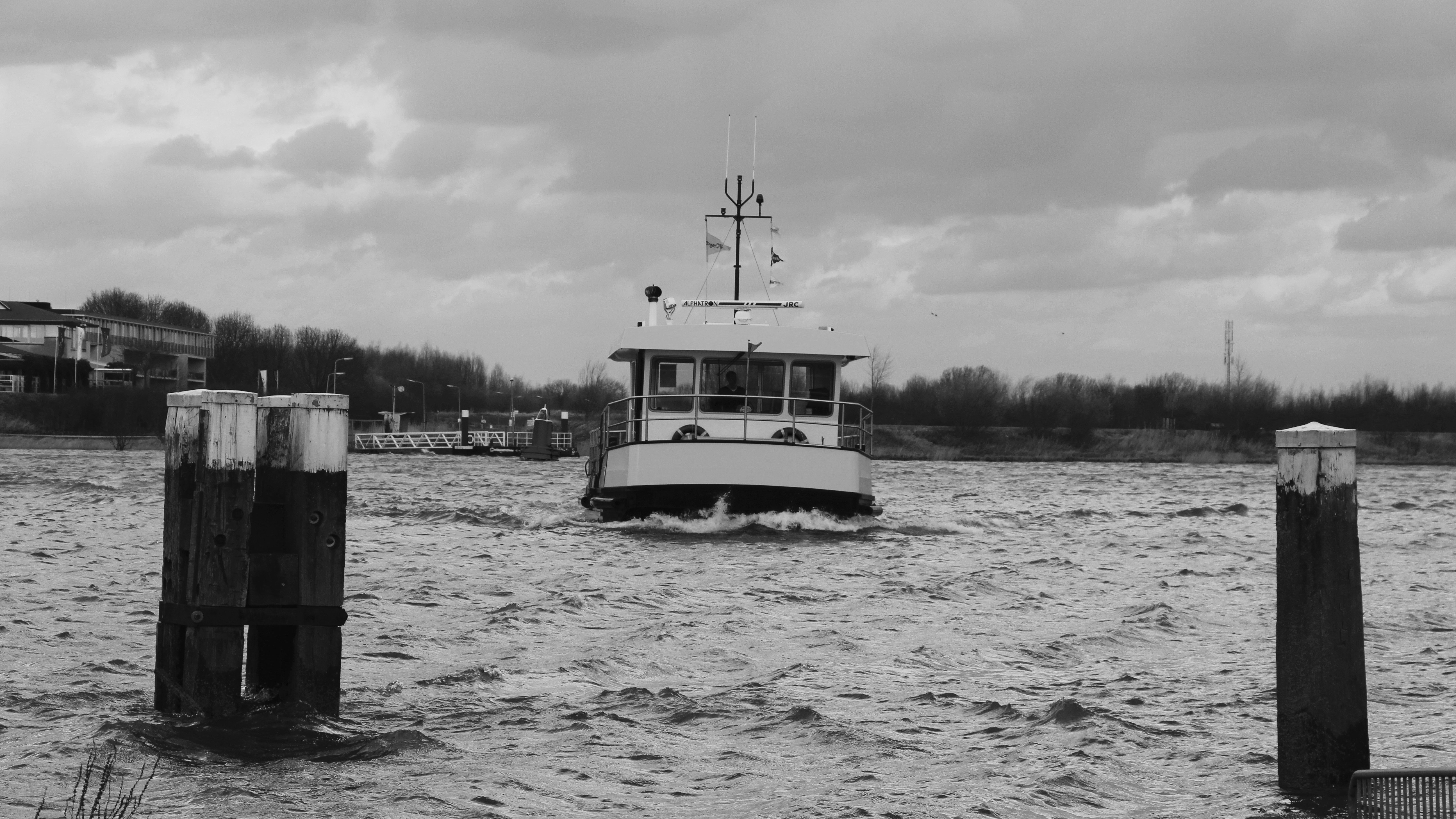
De Putter aanvarend tijdens een storm
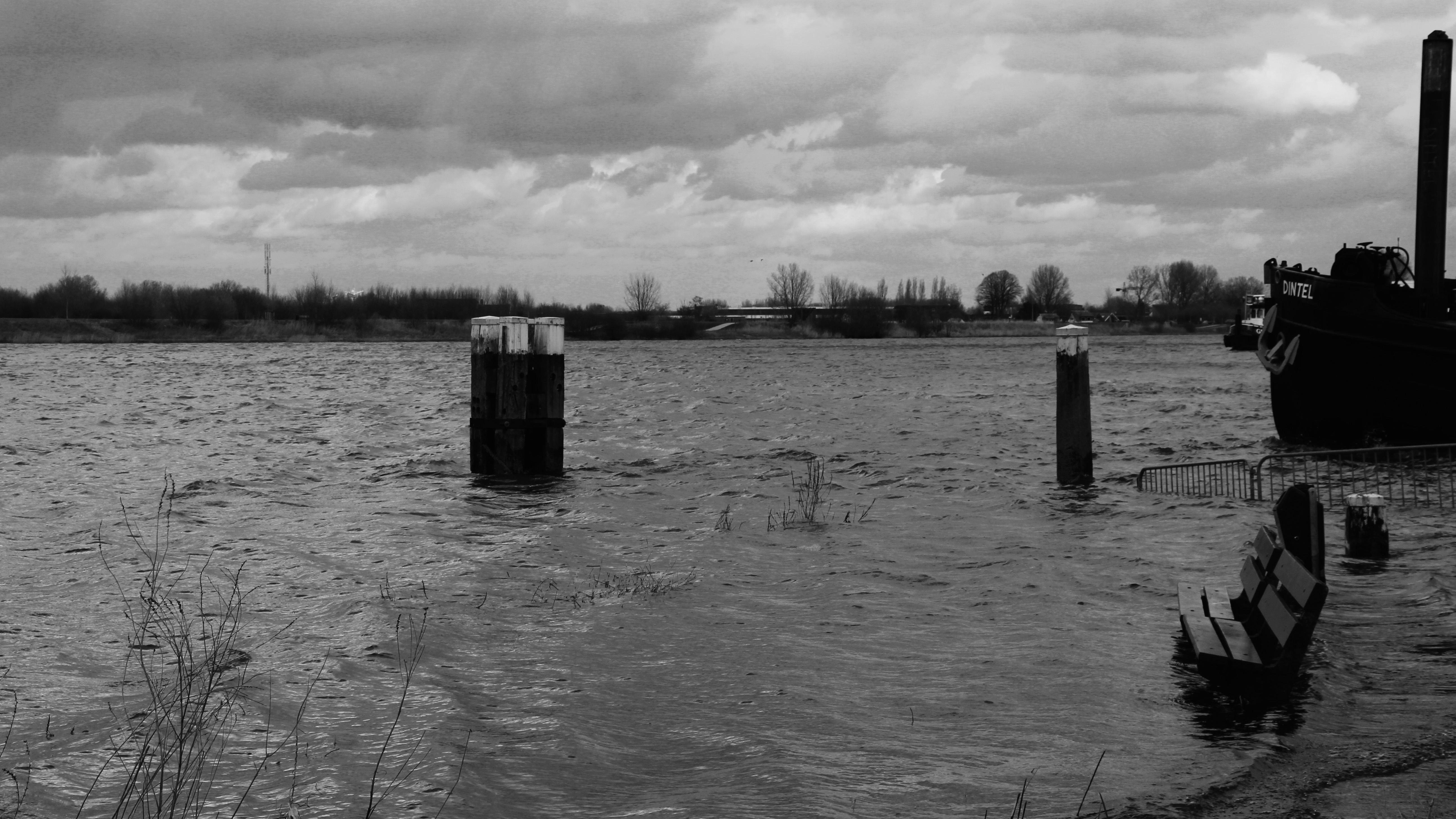
De Westhavenzijde ondergelopen tijdens storm

## Verkeer en vervoer
Puttershoek ligt op een kilometer van de N217. In oostelijke richting voert deze weg naar 's-Gravendeel en vervolgens door de Kiltunnel, waarna zij aansluit op de A16 en de N3, de randweg van Dordrecht. In westelijke richting vormt de N217 de verbinding met de A29 en Oud-Beijerland.
Door Puttershoek rijden de Connexxion-buslijnen 166, 176 en 666.

### Gemeentelijke haven Puttershoek
Puttershoek is ook via het water goed te bereiken door haar ligging aan de Oude Maas. Er zijn geen beperkingen in de doorvaarthoogte. Maar omdat de haven aan de rivier ligt en er altijd aanslibbing voorkomt, zijn binnenlopende schepen verplicht te peilen. De haven heeft een openbare laad- en loskade. De totale kadelengte is 240 meter, waar schepen van maximaal 100 meter lengte aan mogen afmeren. Bij het afmeren is melding bij de gemeente verplicht. Er wordt havengeld geheven. Vanuit de haven van Puttershoek vaart de voetveer Puttershoek - Groote Lindt.

## Entertainment
Puttershoek kent enkele uitgaansgelegenheden. De bekendste zijn de cafés 't Veerhuys en 't Centrum. Tot in 2021 kende het dorp ook nog het grote evenementencentrum "Alcazar Pleasure village", tot 2011 bekend als discotheek Alcazar. Verder kent Puttershoek het NK Sprietlopen.

## Sport
Wielrennen
- de Hoekse Renners

Voetbal
- FC Binnenmaas

Tennis
- T.V. Puttershoek

Honkbal
- Blue Hitters

Volleybal
- HWVV Fidus

Badminton
- PUBA

Turnen
- De Drie Lelies

## Bekende Puttershoekers
- Kees Verkerk (1942). De bekendste Puttershoeker, langebaanschaatser, olympische kampioen (1968) en tweevoudig wereldkampioen. Verkerk is weliswaar geboren in het nabijgelegen dorp Maasdam, maar opgegroeid in Puttershoek. Hij exploiteert tegenwoordig Hamresanden Camping nabij Kristiansand, Noorwegen. In het huis waar hij is opgegroeid is nog steeds het café 't Veerhuys gevestigd.
- Leen Barth (1952), voormalige voetballer van RSC Anderlecht.
- Cent Buurman (1878 -1914), Architect. Bekend is van hem het Polderhuis in Bergschenhoek, een Rijksmonument. Hij is geboren en overleden in Puttershoek en is er begraven. Hij groeide op in de stalhouderij "De Posthoorn" die zijn vader Arie uitbaatte.
- Pieter van Oudheusden (1957-2013), schrijver van kinderboeken en strips, redacteur en vertaler.

## Varia
De bijnaam voor inwoners van Puttershoek is Brokken.